# Балабай Олександр Петрович
Олександр Петрович Балабай (нар. 7 вересня 1912, місто Ічня, тепер Чернігівської області — 3 лютого 1988) — радянський партійний і державний діяч, секретар Херсонського обкому КПУ, у роки німецько-радянської війни командир партизанського загону імені Чапаєва.

## Біографія
Народився в місті Ічня. Працював трактористом в селі Червоний Колодязь, був секретарем сільської ради села Червоний Колодязь. Член комсомолу з 1927 року.
Після закінчення в 1933 році історико-економічного факультету Ніжинського інституту народної освіти працював директором шкіл на Ічнянщині, був директором Перелюбської сільської школи та Краснохутірської дитячої колонії і викладав там географію. Служив у Червоній армії.
Член ВКП(б) з 1939 року.
У роки німецько-радянської війни був командиром партизанського загону імені Чапаєва, який влився до з'єднання партизанських загонів Федорова О. Ф., в якому Олександр Балабай командував ударним загоном — 2-ю ротою. В кінці 1942 року літаком евакуйований в тил через важку контузію. Знаходився на лікуванні та був в розпорядженні Українського штабу партизанського руху до 23 вересня 1943 року. Потім служив комісаром військового госпіталю.
Після демобілізації направлений до Чернігова, де працював у міському комітеті КП(б)У. З липня 1946 року працював у Херсонській області, в районних комітетах КП(б)У різних районів.
На 1955—1958 роки — 1-й секретар Каховського міського комітету КПУ Херсонської області. З 1958 по 1960 рік — 1-й секретар Новокаховського міського комітету КПУ Херсонської області.
10 березня 1960 — січень 1963 року — голова Херсонської обласної ради профспілок.
14 січня 1963 — грудень 1964 року — секретар Херсонського сільського обласного комітету КПУ — голова сільського обласного комітету партійно-державного контролю. Одночасно, 18 січня 1963 — грудень 1964 року — заступник голови виконавчого комітету Херсонської сільської обласної Ради депутатів трудящих.
У грудні 1964 — лютому 1966 року — секретар Херсонського обласного комітету КПУ — голова обласного комітету партійно-державного контролю.
22 січня 1966 — 1972 року — 1-й секретар Херсонського міського комітету КПУ Херсонської області.
Обирався делегатом з'їздів КПУ та КПРС, був депутатом Херсонської обласної та міської ради народних депутатів.
Автор книги «Червоно танув сніг» (1987) про партизанське життя та боротьбу.

## Нагороди
- Орден Червоного Прапора
- Орден Вітчизняної війни I ст. (6.04.1985)
- Два ордени Трудового Червоного Прапора (6.06.1957)
- Орден «Знак Пошани» (20.12.1966)
- Медаль «Партизанові Вітчизняної війни» I ст.
- Медаль «За перемогу над Німеччиною у Великій Вітчизняній війні 1941—1945 рр.» (1945)
- Медалі
- Почесний громадянин міста Нова Каховка (1970)